# Polsstok

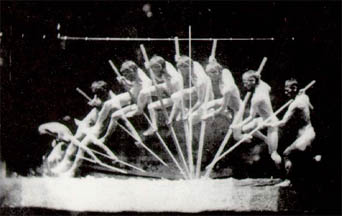
History of a Jump, ca. 1885

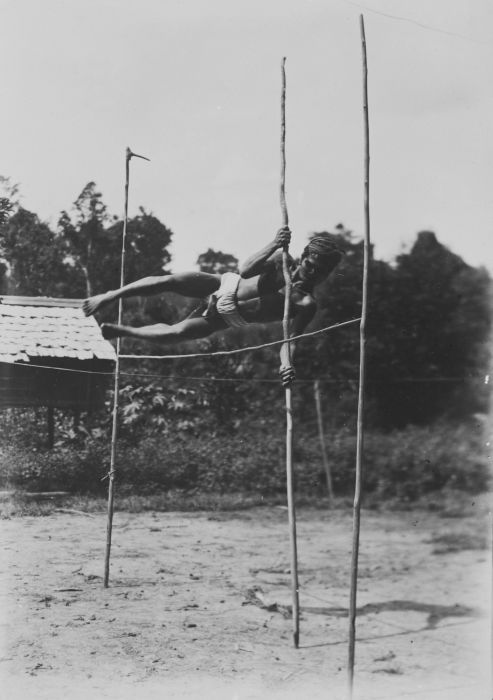
Polsstokhoogspringen bij de Bahau-Dajaks in Midden-Borneo, Wereldmuseum Amsterdam, 1898-1900

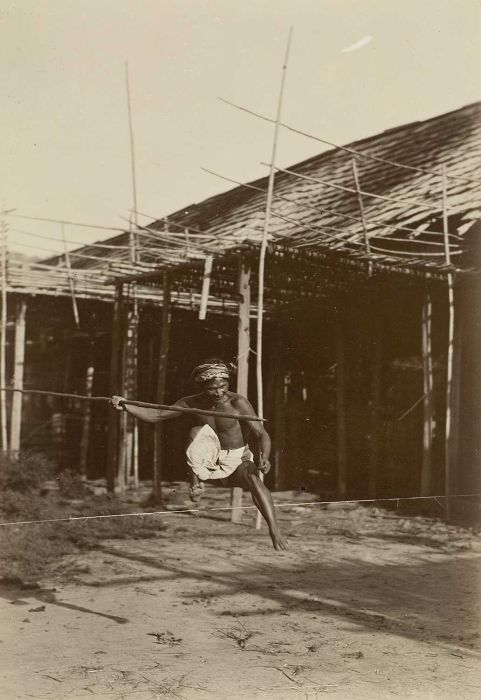
Een Dajak tijdens een hoogtesprong met de polsstok, Wereldmuseum Amsterdam, 1898-1900, foto: Jean Demmeni

Een polsstok is een stok die gebruikt wordt om over objecten te springen. Het is niet bekend hoe oud de term is, maar wel dat houten polsstokken van oudsher werden gebruikt om sloten mee over te steken.
Het eerste deel van het woord 'polsstok' is vermoedelijk een stam met de betekenis 'het in beweging brengen van vloeistoffen', die ook wordt aangetroffen in woorden als 'pulseren' en 'plons', en in het Friese 'polskje' (krachtig in het water roeren). 

## Geschiedenis
De polsstok werd rond het jaar 1200 in grote delen van Europa gebruikt bij de jacht, om van het ene naar het andere dorp te reizen en als speer in het gevecht. In 1592 beschrijft de Spaanse historicus en edelman Bernardino de Mendoza het gebruik van de ‘Springstock' tijdens de Tachtigjarige Oorlog door de Friezen. De eerste vermelding van een fierljepwedstrijd is volgens Theo Kuipers van historisch centrum Tresoar te vinden in de Leeuwarder Courant van 15 augustus 1767. Sinds 1957 worden er in Friesland en Groningen wedstrijden gehouden en sinds 1960 ook in Zuid-Holland en Utrecht.

## Soorten polsstokken voor in depolder
De houten polsstok wordt niet zoveel meer gebruikt, maar er zijn er nog wel. Meestal zijn deze stokken rond de 4 meter lang, rond en zit er onderaan een klos in de vorm van een dwarshout die voorkomt dat de stok te diep in de bagger zakt en zal breken bij gebruik.
- Vooral in waterrijke gebieden is deze stok nog in gebruik bij plattelandsjeugd. Hij wordt gebruikt om sloten mee over te steken. Dit kan op twee manieren: vanuit stand en met aanloop. Met aanloop wordt ook wel de boerenplons genoemd.

De aluminium polsstok wordt met name gebruikt door organisaties die poldertochten met de polsstok organiseren. Deze stok is lichter en duurzamer dan de houten polsstokken en heeft ook een klos in de vorm van een dwarshout onderaan.
De kunststof polsstok wordt niet veel gebruikt omdat deze stokken te veel doorbuigen. Hierdoor wordt het klimmen lastiger en is de kans op een onzachte landing te groot. Deze polsstokken hebben doorgaans een klos in de vorm van een dwarshout, maar ook ronde klossen komen voor.

## Soorten polsstokken voor de sport polsstokverspringen (ook bekend alsfierljeppen)
De houten polsstok werd tot in de jaren 70 gebruikt. Deze stokken konden worden gemaakt tot zo'n 10 meter lang. Problematisch zijn splinters, en dat ze zwaar zijn en snel breken.
De aluminium polsstok was de opvolger van de houten polsstok maar wordt vanaf 2006 niet meer gebruikt voor wedstrijden.
In het seizoen 2006 is men begonnen met het springen met een carbonpols. Deze polsen zijn stugger dan de aluminium pols waardoor ze minder zwiepen. Ook zijn sommige carbonpolsen langer dan de oude aluminiumpolsen. Met carbon kan verder gesprongen worden dan met aluminium. Een nadeel van carbon is dat het materiaal niet tegen puntbelasting kan, er moet daarom voorzichtiger met de polsen worden omgegaan.

## Soorten polsstokken voor de sportpolsstokhoogspringen
Dit zijn polsstokken van kunststof die zo gemaakt zijn dat ze sterk doorbuigen en bij het terugbuigen de atleet omhoog duwen.

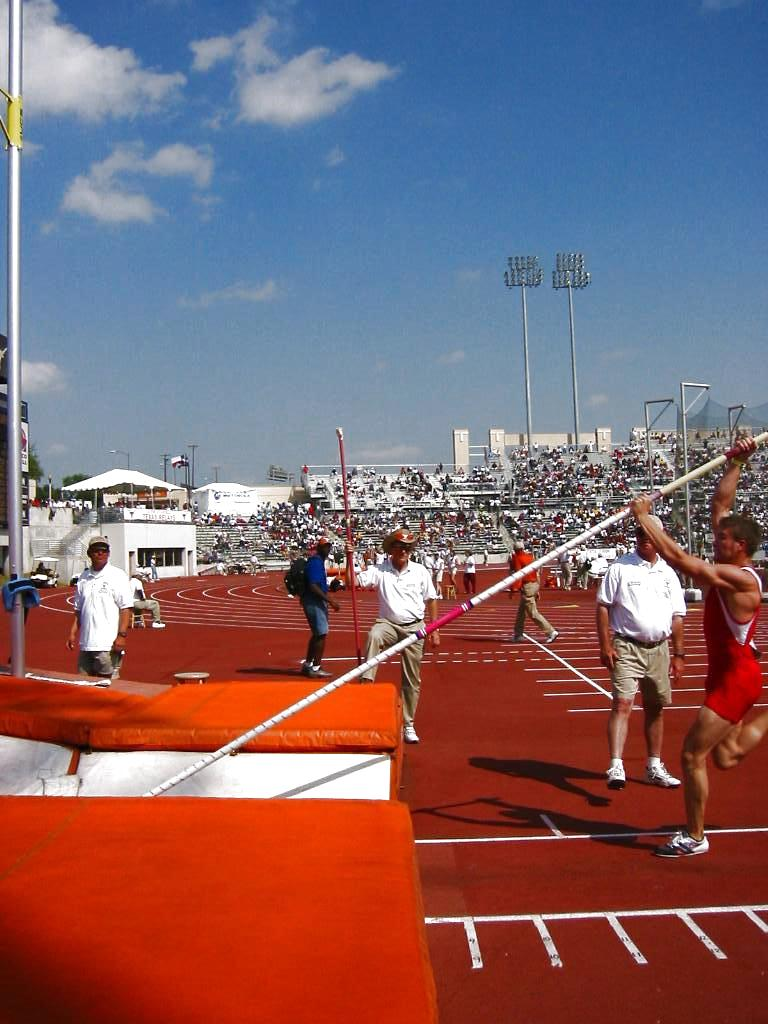
Aanloop
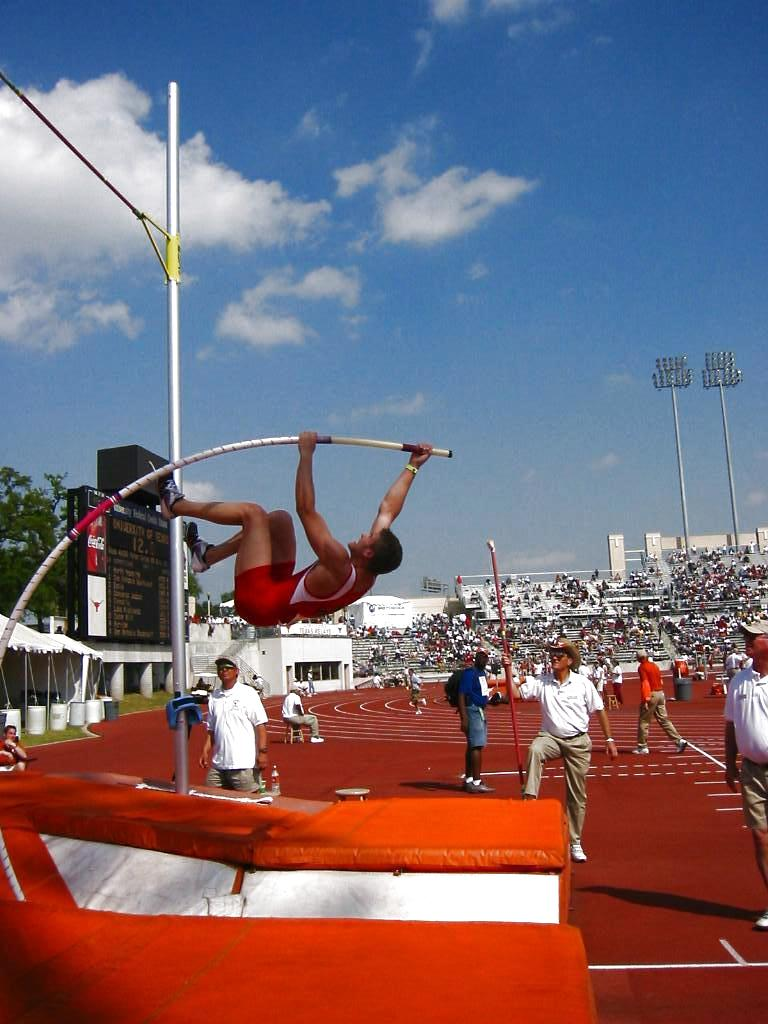
Doorbuigen
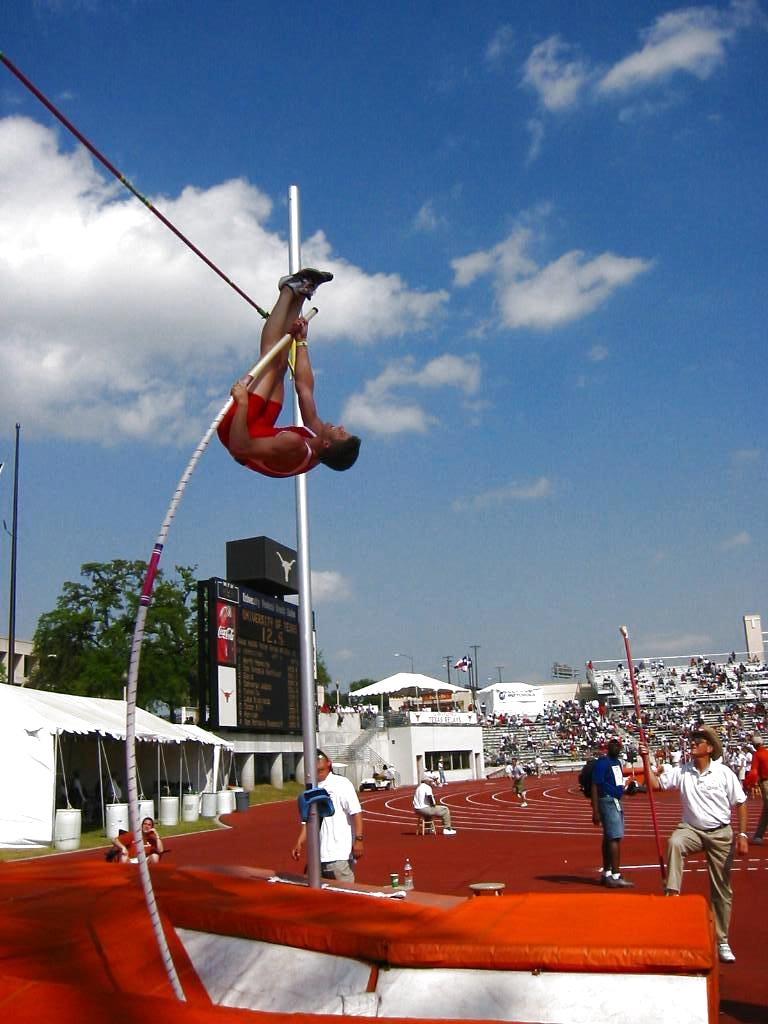
Terugbuigen